# Afghanisches Olympisches Komitee
Das Afghanistan National Olympic Committee (Persisch: کمیته ملی المپیک افغانستان) ist das Nationale Olympische Komitee, das Afghanistan vertritt. Hafizullah Wali Rahimi ist seit 2018 Präsident des Komitees.

## Geschichte
Das afghanische NOK wurde am 11. Februar 1920  gegründet. Erst 1936, im Vorfeld der Olympischen Sommerspiele 1936 in Berlin, wurde es vom IOC anerkannt.